# Oroville (Califórnia)
Oroville é uma cidade localizada no estado americano da Califórnia, no condado de Butte, do qual é sede. Foi incorporada em 3 de janeiro de 1906.

## Geografia
De acordo com o United States Census Bureau, a cidade tem uma área de 33,7 km², onde 33,6 km² estão cobertos por terra e 0,1 km² por água.

## Demografia
Segundo o censo nacional de 2010, a sua população é de 15 546 habitantes e sua densidade populacional é de 462,07 hab/km². É a terceira cidade mais populosa do condado de Butte. Possui 6 194 residências, que resulta em uma densidade de 184,10 residências/km².

## Lista de marcos
A relação a seguir lista as entradas do Registro Nacional de Lugares Históricos em Oroville.
- Fong Lee Company
- Oroville Carnegie Library
- Oroville Chinese Temple
- Oroville Commercial District (old)
- Oroville Inn
- State Theatre
- US Post Office--Oroville Main